# 윌리엄 프랭크파더
윌리엄 프랭크파더(William Frankfather, 1944년 8월 4일 ~ 1998년 12월 28일)는 미국의 배우이다.
로스앤젤레스에서 사망하였다.

## 출연 작품
- 두 미 페이버 (1997년)
- 로프 드레프트 (1997년)
- 마우스 헌트 (1997년)
- 남자가 사랑할 때 (1994년)
- 귀여운 빌리 (1993년)
- 또다른 선택 (1992년)
- 쿨 월드 (1992년)
- 죽어야 사는 여자 (1992년)
- 리틀 시스터 (1992년)
- War Party (1988)
- 디펜스 플레이 (1988년)
- 베이비 붐 (1987년)
- 블루 데빌 (1986년)
- 알라모의 총성 (1985년)
- 후레쉬포인트 (1984, Flashpoint)
- 인사이드 무브 (1980년)
- 파울 플레이 (1978년)

### 텔레비전
- A 특공대 (1983)